# جون واشون
جون فليكس واشون (بالإنجليزية: John Felix Vachon)‏ المعروف اختصارًا باسم جون واشون (19 مايو 1914 في سانت بول في ولاية مينيسوتا، الولايات المتحدة - 20 أبريل 1975 في نيويورك، الولايات المتحدة)؛ مصور صحفي أمريكي، عُرِف بصورهِ التي تُسجّل الحياة الريفية الأمريكية، حيث تقل الخدمات ويكثر الفقر. هو من خريجي الجامعة الكاثوليكية في أمريكا، وحائز على زمالة غوغنهايم.

## معرض صور واشون

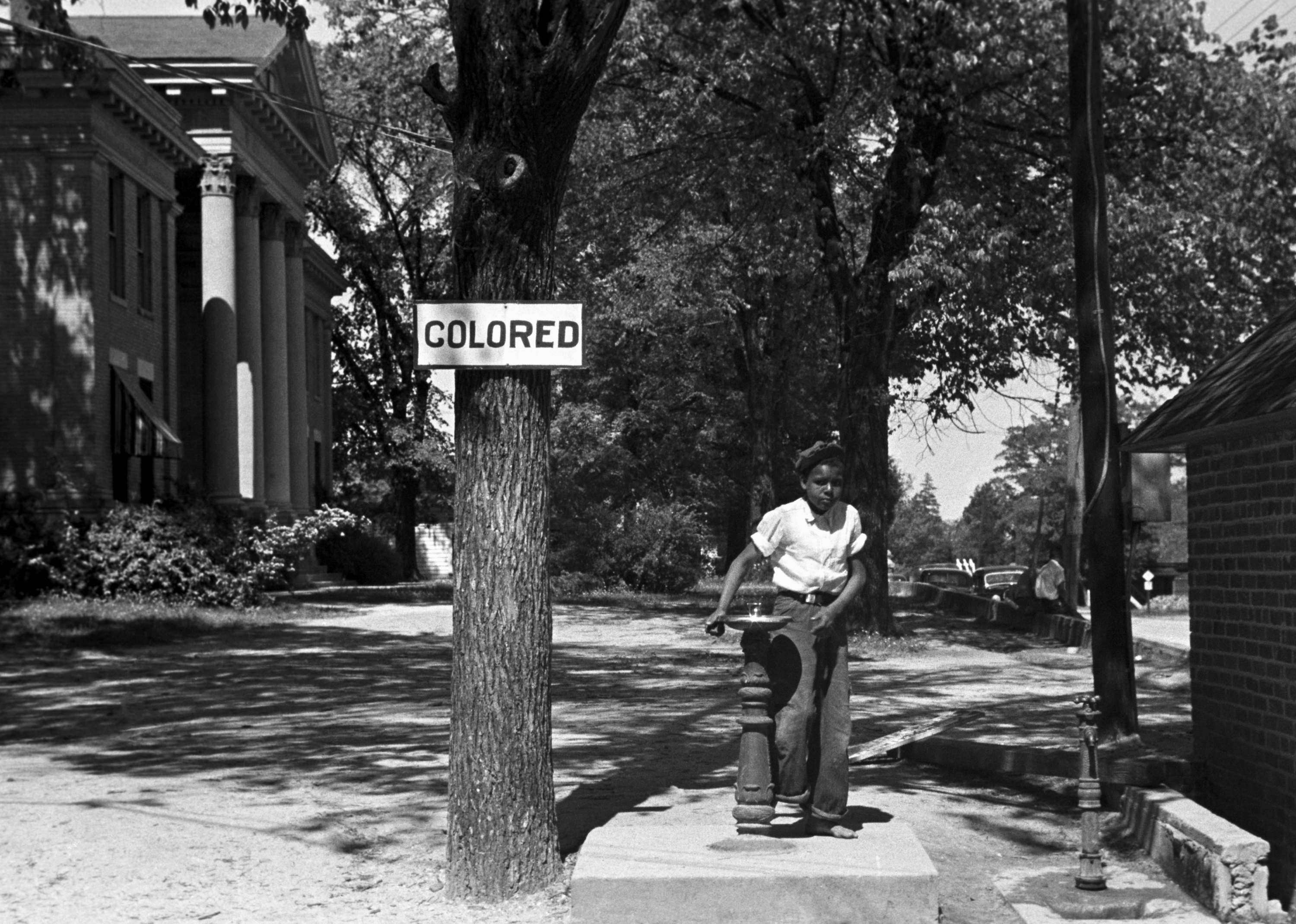
طفل أمريكي أفريقي عند سبيل مُخصّص للسود أو من كانوا يُوصفون بالملونين (طالع اللوحة المُعلّقة على الشجرة، حيث يُشار إلى ذلك) إبّان التمييز العنصري في الولايات المتحدة الأمريكية، أُخِذت الصورة في ولاية كارولاينا الشمالية في عام 1938.
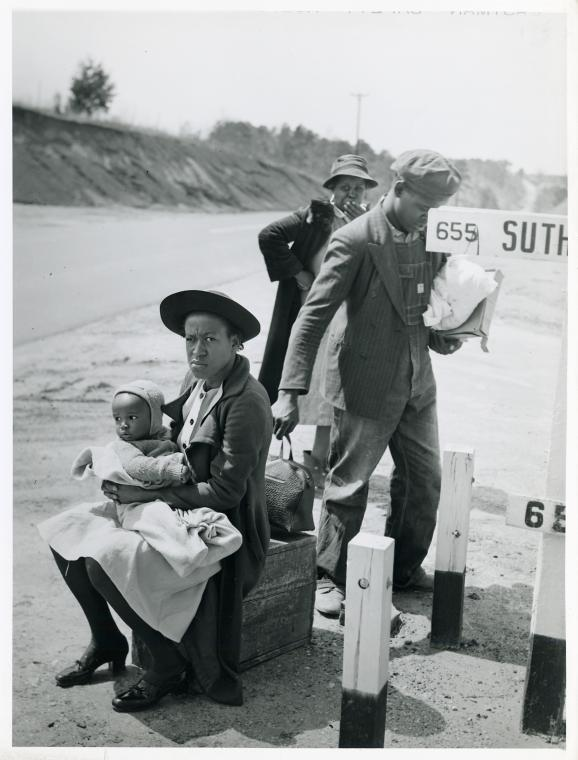
عائلة أمريكية تنتظر في محطة الحافلات لتنتقل إلى المدينة، أُخِذت الصورة في مقاطعة هاليفاكس في ولاية فيرجينيا في عام 1941.
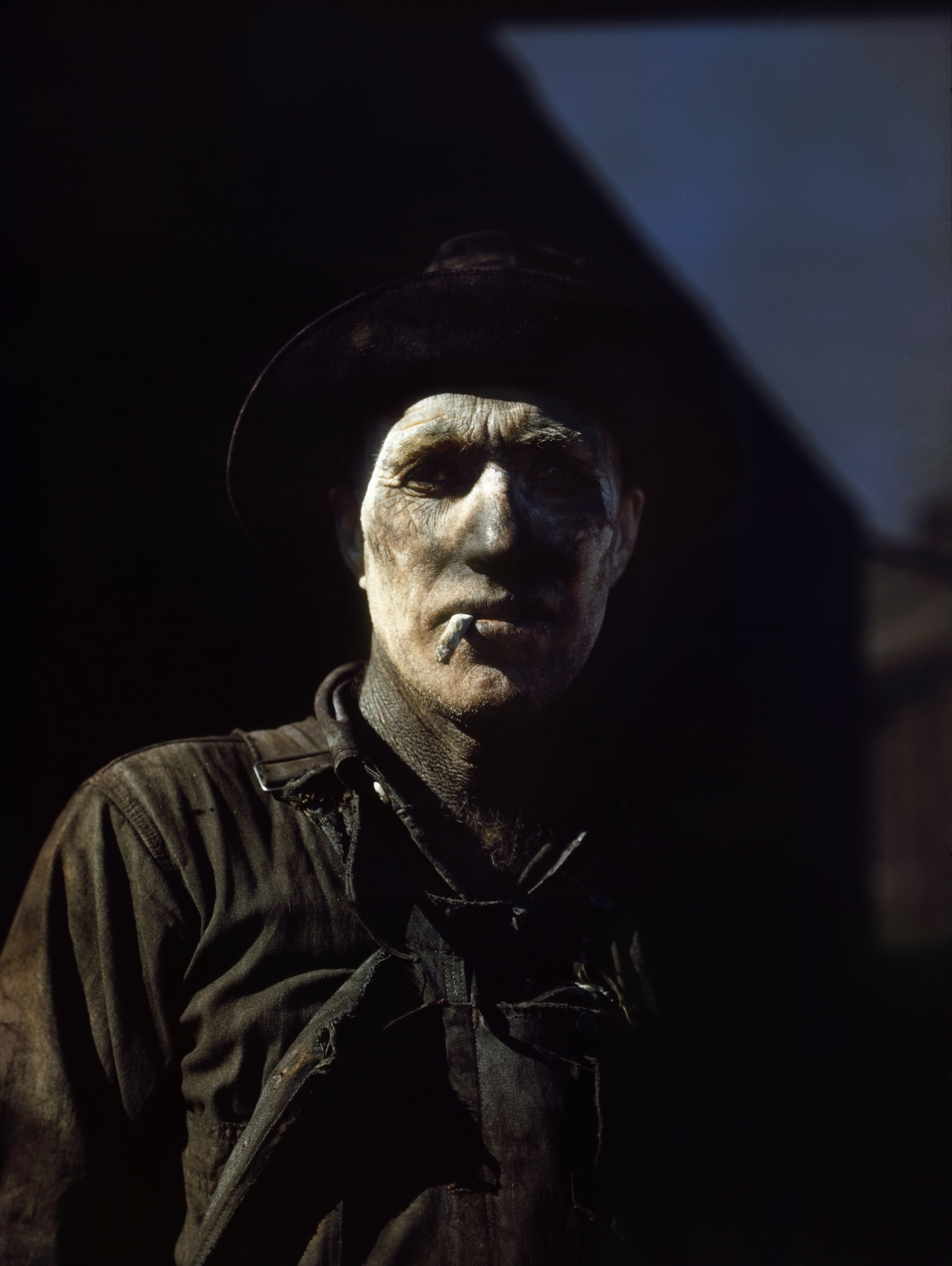
عامل منجم أمريكي مغطى بالكربون في مدينة صنري في ولاية تكساس في عام 1942.
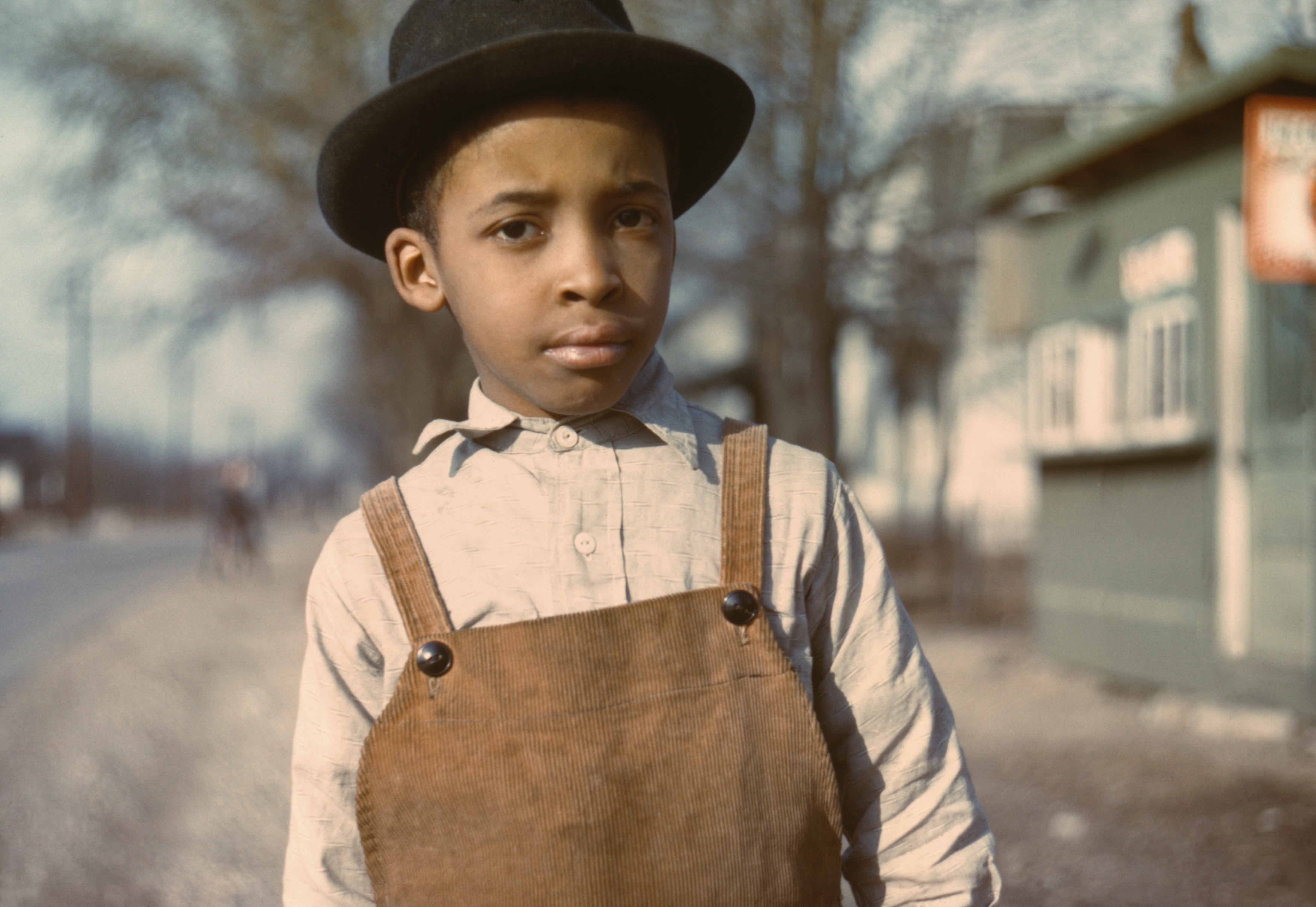
فتى أمريكي، في مدينة سينسيناتي في ولاية أوهايو، والصورة إمّا أُخِذت إمّا في عام 1942 أو 1943.
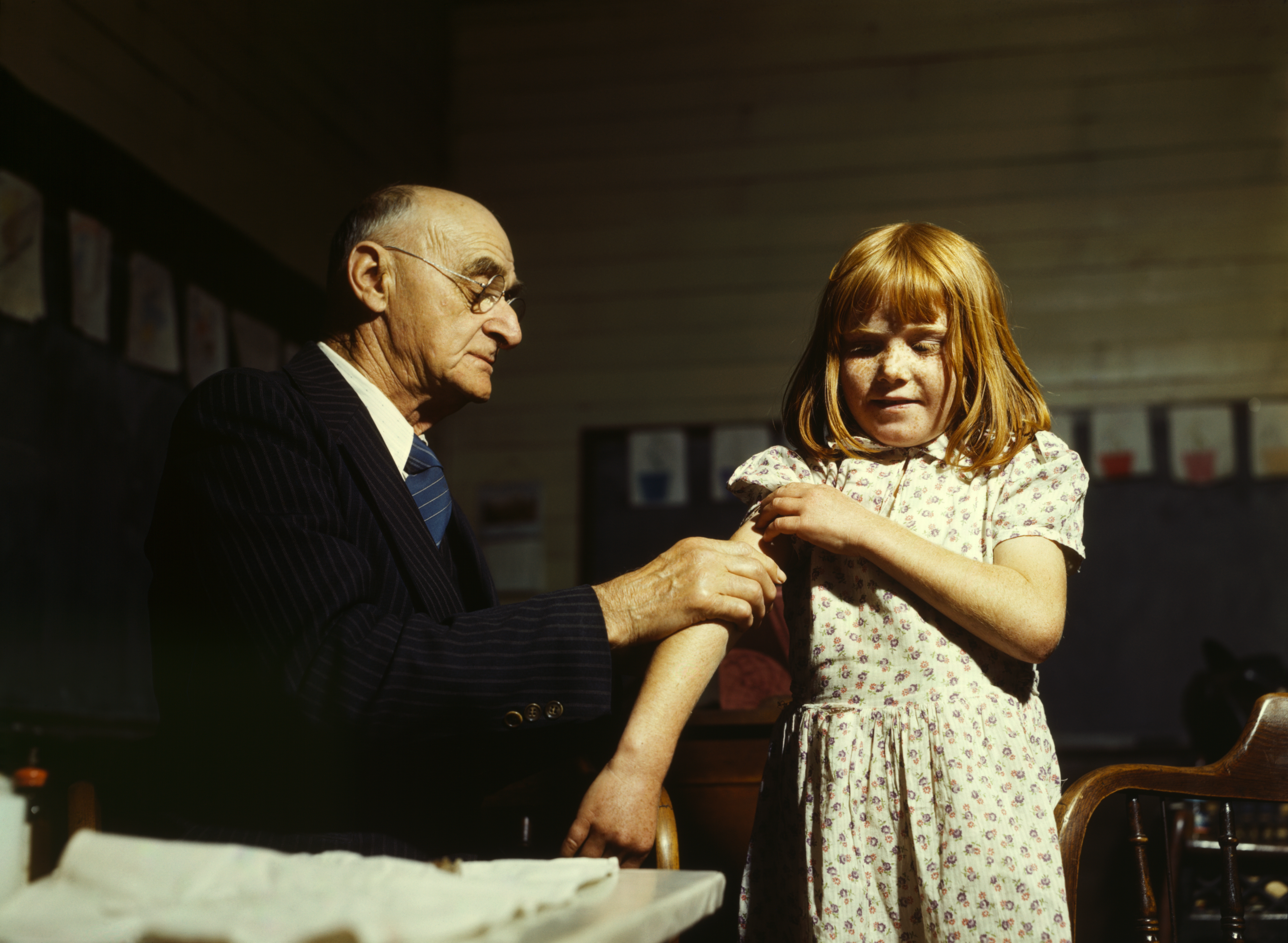
صورة طبيب أمريكي يُدعى شرايبر (بالإنجليزية: Dr. Schreiber)‏ - وهو من أهالي مقاطعة سان أوغستين - أثناء قيامه بتلقيح طبي لفتاة ضمن حملة للوقاية من حمى التيفوئيد في إحدى المدارس الريفية لمقاطعة سان أوغستين في ولاية تكساس الأمريكية في شهر أبريل من عام 1943.
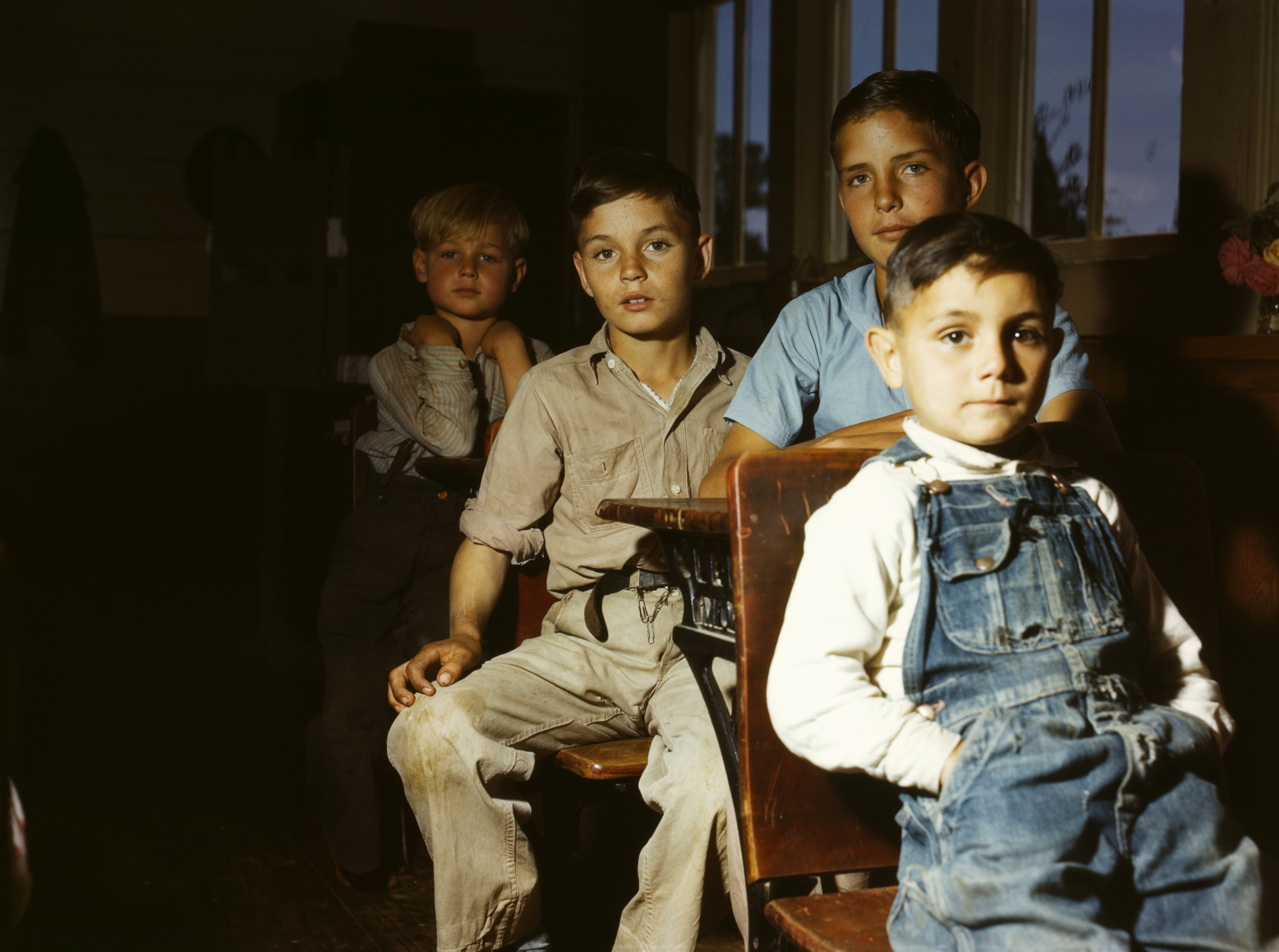
أطفال إحدى المدارس الريفية في مقاطعة سان أوغستين في ولاية تكساس في أبريل 1943.

## روابط خارجية
- جون واشون على موقع ديسكوغز (الإنجليزية)